# Lea van Acken
Lea van Acken (Lübeck, Schleswig-Holstein, 20 de febrero de 1999) es una actriz alemana.

## Carrera
Lea van Acken tuvo su primera aparición en el escenario del Festival de Karl May en Bad Segeberg en 2011. Fue la actriz principal en la película dramática del 2014 Stations of the Cross, dirigida por Dietrich Brüggemann. En esta película, que fue premiada con un Oso de Plata en el 64.º Festival Internacional de Cine de Berlín, interpretó a una niña católica de una familia religiosa fanática. Un año después, interpretó un papel menor en la quinta temporada de la serie Homeland, que se desarrolló en Alemania. Interpretó a Ana Frank en la producción alemana Das Tagebuch der Anne Frank del 2016. Van Acken también aparece en la serie alemana de Netflix Dark como Silja Tiedemann.

## Filmografía

### Cine
| Año  | Título                         | Director                                     | Papel                | Nota         |
| ---- | ------------------------------ | -------------------------------------------- | -------------------- | ------------ |
| 2014 | Kreuzweg                       | Dietrich Brüggemann                          | Maria                | [ 4 ]        |
| 2015 | Heil                           | Dietrich Brüggemann                          | Adolescente          |              |
| 2016 | Das Tagebuch der Anne Frank    | Hans Steinbichler                            | Ana Frank            |              |
| 2016 | Ferien                         | Bernadette Knoller                           |                      |              |
| 2017 | Bibi & Tina - Tohuwabohu total | Detlev Buck                                  | Ver listaAdea Aladin |              |
| 2017 | Fack ju Göhte 3                | Bora Dagtekin                                | Amrei                |              |
| 2017 | Ostwind 3: Aufbruch nach Ora   | Katja von Garnier                            | Samantha             |              |
| 2019 | All My Loving                  | Edward Berger                                | Tinka                |              |
| 2019 | Abikalypse                     | Adolfo Kolmerer                              | Hannah               |              |
| 2019 | Wild Eyes                      | Nina Prange                                  | Kitana               | Cortometraje |
| 2020 | Brüche                         | Andrea Cazzaniga                             | Iris                 | Cortometraje |
| 2020 | Remote Love                    | Linda-Schiwa Klinkhammer                     | Lou                  | Cortometraje |
| 2021 | Scham                          | Olga Müller                                  | Mika                 | Cortometraje |
| 2022 | 4 Tage bis zur Ewigkeit        | Ver listaKonstantin Korenchuk Simon Pilarski | Idilia Dubb          |              |
| 2025 | Fünf Finger sind ne Faust      | Laura Fischer                                | Maria                | [ 5 ]        |
| TBD  | Herzrasen                      | Martin Monk                                  |                      | Cortometraje |

### Televisión
| Año       | Título                 | Papel           | Nota           |
| --------- | ---------------------- | --------------- | -------------- |
| 2015      | Homeland               | Ayla            | 1 episodio     |
| 2016      | Sag mir nichts         | Susanna         | Película de TV |
| 2016      | Spreewaldkrimi         | Svenja Heinze   | 1 episodio     |
| 2017-2020 | Dark                   | Silja Tiedemann | 8 episodios    |
| 2020-2024 | Sløborn                | Ella            | 19 episodios   |
| 2021      | Blackout               | Ulrike          | 3 episodios    |
| 2022      | Das Privileg           | Lena            | Película de TV |
| 2022      | Love Addicts           | Emma Pearl      | 1 episodio     |
| 2023      | Tatort                 | Verena Hetsch   | 1 episodio     |
| 2023      | Tod den Lebenden       | Akki            | 6 episodios    |
| 2023      | Two Sides of the Abyss | Josi            | 6 episodios    |
| 2024      | Bad Influencer         |                 | 1 episodio     |
| 2024      | Call Me Levi           |                 | 4 episodios    |

## Banda sonora
| Año  | Título                      | Interpretación   | Nota     |
| ---- | --------------------------- | ---------------- | -------- |
| 2016 | Das Tagebuch der Anne Frank | «Mir geht's gut» | Película |

## Premios y nominaciones
| Año  | Premio                   | Categoría            | Nominada por                | Resultado |
| ---- | ------------------------ | -------------------- | --------------------------- | --------- |
| 2016 | New Faces Awards         | Actriz               | Das Tagebuch der Anne Frank | Ganadora  |
| 2017 | Premios Bávaros del Cine | Mejor actriz joven   | Das Tagebuch der Anne Frank | Ganadora  |
| 2017 | Jupiter Award            | Mejor actriz alemana | Das Tagebuch der Anne Frank | Nominada  |